# Lago Aroarotamahine
Il lago Aroarotamahine, noto anche come  lago verde (in inglese Green Lake), è uno dei due piccoli laghi vulcanici ai bordi della caldera dell'isola di  Tūhua, nella baia di Plenty in Nuova Zelanda. Il suo emissario è di fatto una zona umida che porta al più piccolo lago Te Paritu o "lago Nero"..
Il lago ha un colore verde a causa delle alghe che vi abbondano. Secondo la leggenda maori, il verde è il sangue di Pounamu che, sconfitto in una battaglia contro Tūhua (l'ossidiana), è fuggito nell'Isola del Sud.